# Ceratocapsus fuscinus
Ceratocapsus fuscinus är en insektsart som beskrevs av Knight 1923. Ceratocapsus fuscinus ingår i släktet Ceratocapsus och familjen ängsskinnbaggar. Inga underarter finns listade i Catalogue of Life.